# Xysticus xerodermus
Xysticus xerodermus là một loài nhện trong họ Thomisidae.
Loài này thuộc chi Xysticus. Xysticus xerodermus được Embrik Strand miêu tả năm 1913.